# Franco de Vlorë
El franco era la moneda de Vlorë. Se subdividía en 100 qindtar.

## Historia
Esta unidad monetaria entró en curso legal durante el año 1924. No se han acuñado monedas. El franco solo se publicó en forma de papel moneda. Su circulación se extendió hasta el año 1926.

## Billetes
Se han emitidos billetes en denominaciones de diez y veinticinco qindtar, uno y dos francos. Finalmente en 1926 el franco fue reemplazado por el lek albanés.